# Hypra
Hypra est une entreprise sociale française, agréée solidaire d'utilité sociale et Jeune Entreprise Innovante, fondée en 2015 par Corentin Voiseux et Jean-Philippe Mengual. L'entreprise est spécialisée dans la médiation numérique, l’inclusion numérique, l'accessibilité numérique, la lutte contre l'illectronisme et la remédiation sociale. L'entreprise contribue également activement au développement des logiciels libres sur lesquels elle appuie son matériel pédagogique et ses produits.

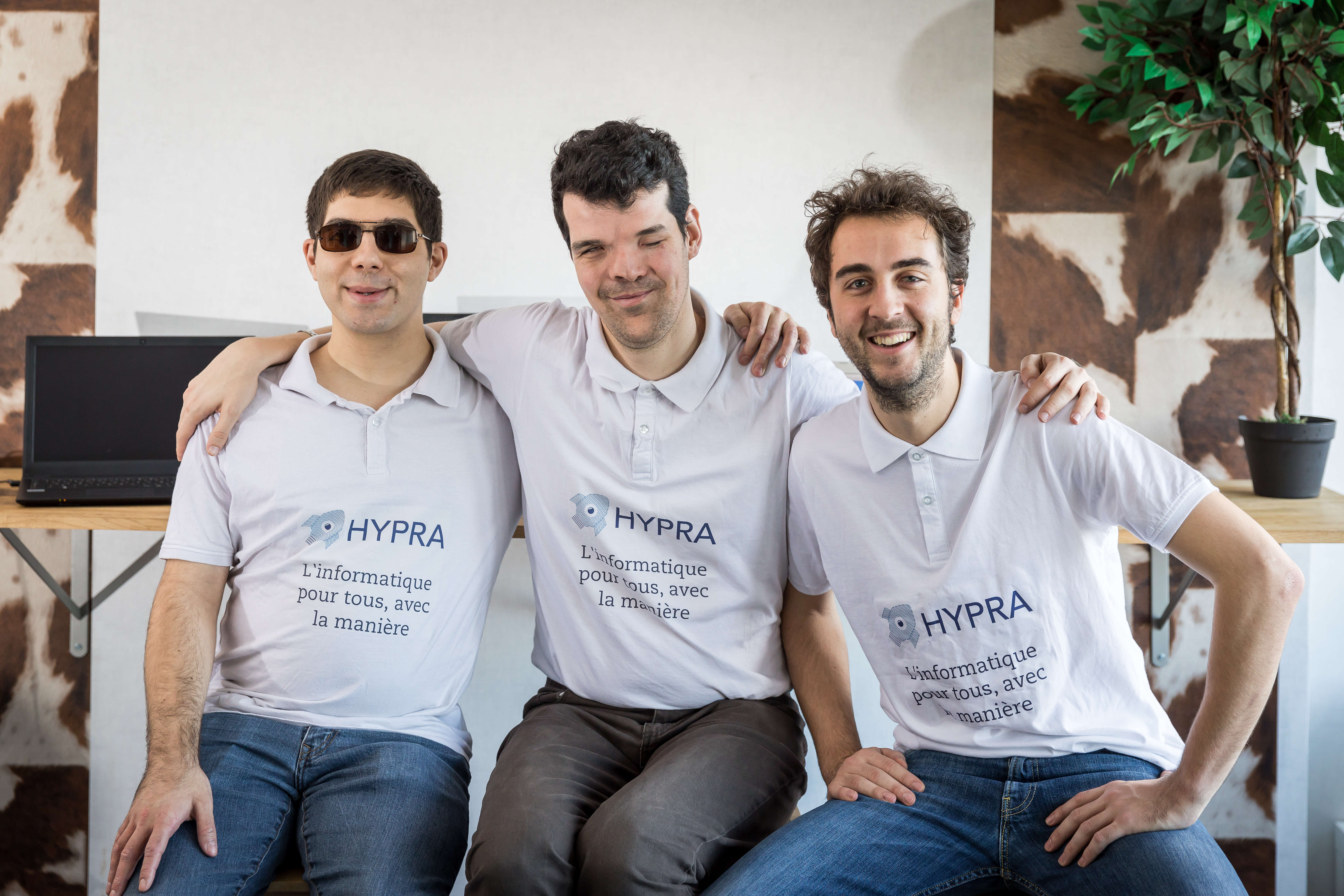
Cofondateurs de HYPRA

## Histoire
L'entreprise est créée en 2015 par Corentin Voiseux, actuel Directeur Général, et Jean-Philippe Mengual, actuel Président.  
En 2017, ses deux cofondateurs prennent la parole à l’occasion de la conférence TEDx de Reims.
En 2017, l'entreprise recrute son premier salarié et bénéficie d'un programme d'aide de la Banque Publique d'Investissement et de l'apport de quelques investisseurs particuliers. Elle s'établit au 28, rue de la chapelle, dans le 18ème arrondissement, lieu de son actuel siège social. Elle dispose d'un établissement secondaire rue des cuirassiers à Lyon 3ème.
En 2019, l'entreprise est citée dans le rapport Petit Frère des Pauvres - CSA consacré à la fracture numérique chez les seniors de plus de 60 ans.
En 2020, le Directeur Général de l'entreprise est auditionné par la mission d'information sur l'illectronisme du Sénat et ses analyses sont citées à plusieurs reprises dans le rapport rédigé à cette occasion. L'entreprise est citée de façon croissante dans les articles de presse relatifs à la politique publique d'inclusion numérique ou au plan de relance de l'État de 2021 sur l'inclusion numérique.